# Gerggeat Gongkul
Gerggeat Gongkul (thailändisch เกริกเกียรติ กองกุล, * 22. Januar 2001) ist ein thailändischer Fußballspieler.

## Karriere
Gerggeat Gongkul steht seht 2021 beim Kasetsart FC in der Hauptstadt Bangkok unter Vertrag. Der Verein spielt in der zweiten thailändischen Liga, der Thai League 2. Sein Zweitligadebüt gab Gerggeat Gongkul am 13. März 2022 (27. Spieltag) im Heimspiel gegen den Raj-Pracha FC. Hier wurde er in der 90.+3 Minute für Noppasin Talabpeth eingewechselt. Kasetsart gewann das Spiel 3:2. Zweimal stand er für den Hauptstadtverein in der zweiten Liga auf dem Spielfeld. Im Dezember 2022 wurde sein Vertrag nicht verlängert.